# Åge Sten Nilsen
Åge Sten Nilsen, precedentemente noto sotto lo pseudonimo di G-Stén (Sarpsborg, 22 novembre 1969), è un cantante norvegese.

## Biografia
Åge Sten Nilsen ha ottenuto il suo primo ingresso da solista nella VG-lista col terzo album in studio Glamunition, classificatosi 13º. Shallow (Så ekte nå) (2020), un duetto con Carina Dahl, ha venduto oltre 30 000 unità, venendo certificato oro dalla IFPI Norge.

## Discografia

### Da solista

#### Album in studio
- 2000 – G-sten
- 2006 – Wolf & Butterfly
- 2009 – Glamunition
- 2017 – Smooth Seas (Don't Make Good Sailors)
- 2019 – Crossing the Rubicon

#### Album video
- 2012 – The Show Must Go On – en hyllest til Queen live fra Drammens Teater 2009

#### Singoli
- 1998 – Always Will
- 2008 – Sammen er vi blå (con Sarpsborg 08)
- 2015 – Krigær for sarpsborg
- 2017 – Wild Card
- 2019 – Baby Don't Be Leave
- 2019 – Ghost on the Wall
- 2019 – Jupiter & Venus
- 2019 – Fire Meets Fire
- 2020 – Ikke gå forbi (con Karianne)
- 2020 – Shallow (Så ekte nå) (con Carina Dahl)
- 2022 – When U Know U Know (con Christine Grande)

### (Åge Sten Nilsen's) Ammunition
- 2014 – Shanghaied
- 2018 – Ammunition

### Wig Wam

#### Album in studio
- 2004 – 667.. The Neighbour of the Beast
- 2005 – Hard to Be a Rock 'n' Roller
- 2006 – Wig Wamania
- 2010 – Non Stop Rock'n'Roll
- 2012 – Wall Street

#### Album dal vivo
- 2007 – Live in Tokyo